# Фолс-Сити (Орегон)
Фолс-Си́ти (англ. Falls City) — город, расположенный в округе Полк штата Орегон, США. По данным переписи населения 2010 года в городе проживало 947 человек. Расположен на высоте 113 м над уровнем моря. Входит в Сейлемский метрополитенский статистический ареал.

## История
Фолс-Сити входит в Далласскую статистический регион. Город Фолс назван по водопаду на реке Литл-Лакиамьют, которая протекает через центр города. Раньше в городе был лесопильный завод, в котором работали три лесопилки. Здесь располагались банк, гостиница, тюрьма, несколько продуктовых магазинов и баров. Город поддерживал многочисленных окрестных лесозаготовителей, а также другие населенные пункты на Центрального Орегонского прибрежного хребта, включая покинутые ныне посёлок лесорубов Блэк-Рок и принадлежащий компании посёлок при лесопилке Вальзец.

## География
По данным Бюро переписи населения США, общая площадь города составляет 3,11 км².

## Климат
Этот климатический регион характеризуется тёплым и сухим летом и холодной и влажной зимой со среднесезонной температурой не выше 22 °C. Согласно системе классификации климата Кёппена, в Фолс-Сити средиземноморский климат (Csb) с тёплым летом.

## Население
Согласно переписи населения 2010 года в городе проживало 947 человек. Плотность населения 304,7 чел./км². Расовый состав города: 91,6 % — белые, 0,1 % — афроамериканцы, 2,3 % — коренные жители США, 0,4 % — азиаты, 0,1 % — выходцы с тихоокеанских островов, 1,8 % — представители других рас, 3,7 % — представители двух и более рас. Число испаноязычных жителей любых рас составило 5,2 %.
Население города по возрастному признаку распределилось таким образом: 22,9 % — жители моложе 18-ти лет, 8 % находились в возрасте от 18 до 24-х лет, 21 % находились в возрасте от 25 до 44-х лет, 31,9 % находились в возрасте от 45 до 64-х лет, 16,3 % — лица 65 лет и старше. Гендерный состав: 48,5 % — женщины и 51,5 % — мужчины.